# Jordan Klepper
Jordan Klepper (9 maart 1979) is een Amerikaanse komiek, schrijver, producer, politiek commentator, televisiepresentator en acteur. Hij begon zijn carrière als lid van The Second City and Upright Citizens Brigade. Van 2014 tot 2017 was hij correspondent bij The Daily Show . Hij begon zijn eigen satirische programma The Opposition with Jordan Klepper, dat in 2018 werd stopgezet. Vervolgens speelde hij in de docuserie Klepper uit 2019, voordat hij later dat jaar terugkeerde naar The Daily Show. Hij verschijnt vaak in een segment met de titel "Jordan Klepper Fingers the Pulse."

## Filmografie

### Film
| Jaar | Titel           | Rol     | Opmerkingen |
| ---- | --------------- | ------- | ----------- |
| 2011 | Bone Dry        | Jordan  | Korte film  |
| 2011 | TMI             | Kelen   | Korte film  |
| 2012 | Poop Brunch     | Jordan  | Korte film  |
| 2012 | Engaged         | Jordan  | Korte film  |
| 2012 | Ex-Girlfriends  | Student | Korte film  |
| 2012 | Bathroom Party  | Jordan  | Korte film  |
| 2013 | Who's On First? | Jeremy  | Korte film  |
| 2014 | Peepers         | Todd    | Korte film  |

### Televisie
| Jaar                 | Titel                              | Rol               | Opmerkingen                                                            |
| -------------------- | ---------------------------------- | ----------------- | ---------------------------------------------------------------------- |
| 2012                 | I Just Want My Pants Back          | Manager           | Aflevering: "Jerk or Dork"                                             |
| 2014–2017 2019-heden | The Daily Show                     | Zichzelf          | 170 afleveringen                                                       |
| 2015                 | Halal in the Family                | Wally Thompson    | Aflevering: "Spies Like Us"                                            |
| 2017                 | Jordan Klepper Solves Guns         | Zichzelf          | TV special                                                             |
| 2017–2018            | The Opposition with Jordan Klepper | Zichzelf          | 128 afleveringen Gastheer, co-creator, schrijver, uitvoerend producent |
| 2019                 | Klepper                            | Zichzelf          | 8 afleveringen Gastheer, maker, uitvoerend producent                   |
| 2021-heden           | The Ghost and Molly McGee          | Pete McGee (stem) | Hoofdrol                                                               |
| 2023                 | The Daily Show                     | Gastheer          | Week van 17 april                                                      |

- MusicBrainz: aaf3f887-9e1e-4569-8902-3e74bbba1cee